# Kali Limenes
Kali Limenes (gr. Καλοί Λιμένες) – miejscowość i port w Grecji na południowym wybrzeżu Krety, w administracji zdecentralizowanej Kreta, w regionie Kreta, w jednostce regionalnej Heraklion, w gminie Festos. W 2011 roku liczyła 21 mieszkańców.

Występuje pod nazwą Dobre Porty w Biblii (Dz 27:7,8). Port jest wymieniony przy opisie podróży św. Pawła do Rzymu: 

I płynąc z trudem wzdłuż jej brzegów, przybyliśmy do pewnego miejsca, zwanego Dobre Porty, blisko którego było miasto Lasaia (Dz 27 7-8)